# Hydnocarpus merrillianus
Hydnocarpus merrillianus är en tvåhjärtbladig växtart som beskrevs av Herman Otto Sleumer. Hydnocarpus merrillianus ingår i släktet Hydnocarpus och familjen Achariaceae. Inga underarter finns listade i Catalogue of Life.